# 胡美儀
胡美儀（英語：Amy Wu，1956年6月12日—），著名歌影視及舞台藝術工作者，也是香港著名粵曲歌手。其丈夫為香港話劇團藝術總監毛俊輝。

## 簡介
胡美儀3個月時被父母棄養，需在不同的寄養家庭長大，自小學年代已喜歡粵劇。1977年，她獲得香港無線電視的《聲寶片場》總決賽冠軍而進身電視行業，曾在香港無線電視、亞洲電視、有線電視、香港電台擔任演員及節目主持人。胡美儀於1994年離開TVB，加入蒙妮坦集團，成為其高級行政管理人員。
另外1987年至2006年，她已經灌錄的唱片種類超過三十種，例如《傳統粵曲》、《粵調小曲》、《粵調唐詩》、《基督教福音粵曲》等等。1992年憑《壹籠風月》獲得香港舞台劇獎最佳女主角（正劇／悲劇）獎項，為首個獲得此獎項的電視女演員。期間，她曾參予演出《背叛性行為》、《再世情》及民初粵劇《新啼笑絪緣》等舞臺劇。2001年胡美儀為影音使團主演電影《極度智能》。2003年又在亞視重頭百集長劇《萬家燈火》中出演康乃馨一角而再受觀眾矚目。在電影《低一點的天空》中與阿嬌大唱粵劇帝女花的橋段，美艷的胡美儀演駙馬，首次以小生扮相平喉演唱，效果十分不俗。
2003年，獲《明報企業集團》提名演藝動力大獎之“最突出電視女藝員”獎。同年，她更獲城市當代舞蹈團邀請參演《戲夢人生》。2004年，更被康樂及文化事務署委任為《社區文化大使》推動粵調唐詩。她積極活躍於粵調文化藝術，故享有《新派粵調天后》之美譽。2004年，胡美儀加盟環星娛樂有限公司，拓展粵曲事業。2006年4月，與張偉文、呂珊、張武孝(大AL)、盧海鵬、蘇珊參與《粵調金曲星聲陣》演唱會，獻唱經典粵曲，如《平貴別窯》、《唐伯虎點秋香》、《幽媾》等。
2013年，丈夫毛俊輝鼓勵下胡美儀報讀香港基督教輔導學院心理輔導學學士課程，並於2018年畢業，及後表示將報讀為期兩年的碩士課程。

## 電視劇(無綫電視)

### 1970年代
| 首播   | 劇名             | 角色         | 備註                                 |
| 1977年 | 瑪麗關77         |              | （同劇演員：朱玲玲、汪明荃、韓馬利） |
| 1977年 | 霸王谷           |              | （同劇演員：石堅、劉松仁、葉夏利）   |
| 1977年 | 陸小鳳之決戰前後 | （妃子）     | （同劇演員：黃允財、劉松仁、鄭少秋） |
| 1978年 | 大亨             |              | （同劇演員：鄭少秋、趙雅芝、劉松仁） |
| 1978年 | 一代橋王         |              |                                      |
| 1979年 | 抉擇             |              | （同劇演員：朱江、黃淑儀、李司棋）   |
| 1979年 | 楚留香           | 樓蘭國王妃   | （同劇演員：鄭少秋、汪明荃、趙雅芝） |
| 1979年 | 名劍風流         | （名妓丫環） | （同劇演員：夏雨、黃敏儀、韓馬利）   |

### 1980年代
| 首播   | 劇名                    | 角色                   | 備註                                   |
| 1980年 | 風雲                    |                        | （同劇演員：任達華﹑黃杏秀﹑林子祥）   |
| 1980年 | 鹽梟                    |                        | （同劇演員：黃元申﹑李琳琳﹑張雷）     |
| 1980年 | 輪流傳                  | （寶光女子中學女學生） | （同劇演員：李司棋﹑鄭裕玲﹑黃韻詩）   |
| 1980年 | 龍仇鳳血                |                        | （同劇演員：黃元申﹑黃杏秀﹑倫志文）   |
| 1981年 | 流氓皇帝                | 董夫人                 | （同劇演員：鄭少秋﹑沈殿霞﹑李司棋）   |
| 1981年 | 龍虎雙霸天              |                        | （同劇演員：黃允財﹑黃杏秀﹑劉丹）     |
| 1981年 | 無雙譜                  |                        | （同劇演員：李司棋﹑湯鎮業﹑李琳琳）   |
| 1981年 | 火鳳凰                  | （少婦）               | （同劇演員：周潤發﹑鄭裕玲﹑陳秀珠）   |
| 1981年 | 楊門女將                | 西夏飛虎太子妃         | （同劇演員：汪明荃﹑馮寶寶﹑石修）     |
| 1981年 | 富貴榮華                | （貴婦）               | （同劇演員：鄭少秋﹑任達華﹑廖啟智）   |
| 1982年 | 神女有心                | （雛妓）               | （同劇演員：李司棋﹑苗僑偉﹑馮寶寶）   |
| 1982年 | 天龍八部                | 靈鷲宮專使             | （同劇演員：湯鎮業﹑陳玉蓮﹑黃日華）   |
| 1982年 | 福星高照                |                        | （同劇演員：趙雅芝﹑于洋﹑劉江）       |
| 1982年 | 星塵                    | （女秘書）             | （同劇演員：李司棋﹑鄭裕玲﹑黃允財）   |
| 1982年 | 獵鷹                    | 盧絲絲                 | （同劇演員：劉德華﹑陳敏兒﹑葉德嫻）   |
| 1983年 | 播音人                  | Jenny                  | （同劇演員：周潤發﹑趙雅芝﹑曾江）     |
| 1983年 | 射鵰英雄傳之鐵血丹心    | 西夏宮女               | （同劇演員：黃日華﹑翁美玲﹑苗僑偉）   |
| 1983年 | 奔向太陽                | 阿蓮(Sue)              | （同劇演員：劉德華﹑李青山﹑符玉晶）   |
| 1983年 | 再生緣                  |                        | （同劇演員：李司棋﹑馮粹帆）           |
| 1983年 | 射鵰英雄傳之東邪西毒    | 西夏宮女               | （同劇演員：黃日華﹑翁美玲﹑苗僑偉）   |
| 1983年 | 再見十九歲              |                        | （同劇演員：梁朝偉﹑謝賢﹑李司棋）     |
| 1983年 | 警花出更                | Helen                  | （同劇演員：鄭裕玲﹑歐陽佩珊﹑石修）   |
| 1983年 | 北斗雙雄                | （假裝孕婦的臨記）     | （同劇演員：梁朝偉﹑周星馳﹑周潤發）   |
| 1983年 | 三相逢                  |                        | （同劇演員：呂良偉﹑趙雅芝﹑董瑋）     |
| 1983年 | 奶奶早晨                |                        | （同劇演員：趙雅芝﹑黃允財﹑李香琴）   |
| 1983年 | 勇者福星                |                        | （同劇演員：呂良偉﹑陳秀珠﹑惠天賜）   |
| 1983年 | 神鵰俠侶                | 耶律燕                 | （同劇演員：劉德華﹑陳玉蓮﹑任達華）   |
| 1984年 | 再版人                  | 林志玲                 | （同劇演員：嚴秋華﹑梁朝偉﹑劉嘉玲）   |
| 1984年 | 黃金約會                |                        | （同劇演員：趙雅芝﹑楊盼盼﹑呂良偉）   |
| 1984年 | 摩登幹探                | 巴辣珍                 | （同劇演員：石修﹑黃日華﹑商天娥）     |
| 1984年 | 畫出彩虹                |                        | （同劇演員：詹秉熙﹑張曼玉﹑劉青雲）   |
| 1984年 | 生鏽橋王                | 芳玉燕                 | （同劇演員：苗僑偉﹑翁美玲﹑陶大宇）   |
| 1984年 | 信是有緣                |                        | （同劇演員：陳玉蓮﹑黃允財﹑黃造時）   |
| 1984年 | 儂本多情                | 靜芝                   | （同劇演員：張國榮﹑商天娥﹑關菊英）   |
| 1984年 | 楚留香之蝙蝠傳奇        | 薛茵                   | （同劇演員：苗僑偉﹑翁美玲﹑任達華）   |
| 1984年 | 香江花月夜              | Rose                   | （同劇演員：梅艶芳﹑苗僑偉﹑曾江）     |
| 1984年 | 笑傲江湖 (1984年電視劇) | 八姑                   | （同劇演員：周潤發、陳秀珠）           |
| 1985年 | 呂四娘                  | 年羹堯的二老婆         | （同劇演員：鄭裕玲﹑任達華﹑呂良偉）   |
| 1985年 | 錯體姻緣                |                        | （同劇演員：曾江﹑呂良偉﹑李司棋）     |
| 1985年 | 游龍戲鳳                |                        | （同劇演員：廖偉雄﹑周秀蘭﹑任達華）   |
| 1985年 | 碧血劍                  | 陳圓圓                 | （同劇演員：黃日華﹑莊靜而﹑毛舜筠）   |
| 1985年 | 挑戰                    | （夏雨劇中的女友）     | （同劇演員：梁朝偉﹑翁美玲﹑陳敏兒）   |
| 1985年 | 薛仁貴征東              |                        | （同劇演員：萬梓良﹑鄧萃雯﹑吳家麗）   |
| 1985年 | 光怪陸離                |                        | （同劇演員：馮粹帆﹑呂有慧﹑韓馬利）   |
| 1985年 | 大廈                    | （韓馬利劇中好友）     | （同劇演員：苗僑偉﹑歐陽佩珊﹑韓馬利） |
| 1985年 | 種計                    | （律師行職員）         | （同劇演員：鄭裕玲﹑任達華﹑蔡楓華）   |
| 1985年 | 中四丁班                |                        | （同劇演員：吳啟華﹑陳敏兒﹑王書麒）   |
| 1985年 | 楊家將                  | （女鬼）               | （同劇演員：龔慈恩﹑苗僑偉﹑戚美珍）   |
| 1985年 | 雪山飛狐                | 駱冰                   | （同劇演員：呂良偉﹑周秀蘭﹑景黛音）   |
| 1985年 | 開心女鬼                | 賈太                   | （同劇演員：鄭裕玲﹑呂有慧﹑鄧萃雯）   |
| 1986年 | 愛情全盒                |                        | （同劇演員：吳啟華﹑藍潔瑛﹑曾江）     |
| 1986年 | 狄青                    | 青樓女子               | （同劇演員：苗僑偉﹑黎美嫻﹑謝寧）     |
| 1986年 | 陸小鳳之鳳舞九天        | 慧清                   | （同劇演員：萬梓良﹑陳秀珠﹑黃允財）   |
| 1986年 | 神勇CID                 | 何仙姑                 | （同劇演員：張兆輝﹑狄波拉﹑陳敏兒）   |
| 1986年 | 流氓大亨                | 何愛好                 | （同劇演員：萬梓良﹑鄭裕玲﹑關海山）   |
| 1986年 | 小島風雲                | 童美卿                 | （同劇演員：陳玉蓮﹑呂良偉﹑周海媚）   |
| 1986年 | 黃大仙                  | 善善國公主(安樂王妃)   | （同劇演員：鄭少秋﹑謝賢﹑歐陽佩珊）   |
| 1986年 | 黃金十年                | 傅靜莉                 | （同劇演員：蘇杏璇﹑劉嘉玲﹑劉兆銘）   |
| 1986年 | 英雄故事                | 阿柳                   | （同劇演員：萬梓良﹑黎美嫻﹑藍潔瑛）   |
| 1986年 | 倚天屠龍記              | 黛綺絲(紫衫龍王)       | （同劇演員：梁朝偉﹑鄧萃雯﹑黎美嫻）   |
| 1986年 | 鑽石王老五              | 向嵐                   | （同劇演員：吳啟華﹑藍潔瑛﹑毛舜筠）   |
| 1987年 | 大運河                  | 白牡丹                 | （同劇演員：梁朝偉﹑陳玉蓮﹑劉青雲）   |
| 1987年 | 季節                    | （打牌師奶）           | （同劇演員：鄧碧雲﹑郭鋒﹑陳秀珠）     |
| 1987年 | 北斗前鋒                |                        | （同劇演員：任達華﹑龔慈恩﹑吳鎮宇）   |
| 1987年 | 書劍恩仇錄              | 周仲英妻子             | （同劇演員：彭文堅﹑梁珮玲﹑羅慧娟）   |
| 1988年 | 名門                    | 何月美                 | （同劇演員：張兆輝﹑林俊賢﹑黎美嫻）   |
| 1988年 | 誓不低頭                | 忠嫂                   | （同劇演員：鄭少秋﹑曾江﹑陳秀珠）     |
| 1988年 | 旭日背後                |                        | （同劇演員：夏雨﹑鄧萃雯﹑邵美琪）     |
| 1988年 | 老子萬歲                | 阿英                   | （同劇演員：林穎嫻﹑岳華﹑廖啟智）     |
| 1988年 | 奇門鬼谷                | 公孫大娘               | （同劇演員：歐瑞偉、黃日華、龔慈恩）   |
| 1989年 | 萬家傳說                | 胡晶                   | （同劇演員：郭晉安﹑鄧萃雯﹑藍潔瑛）   |
| 1989年 | 決戰皇城                | 李文秀                 | （同劇演員：鄭少秋﹑鄧萃雯﹑謝寧）     |
| 1989年 | 義不容情                |                        | （同劇演員：黃日華﹑劉嘉玲﹑溫兆倫）   |
| 1989年 | 豪情                    | 柳姐                   |                                        |
| 1989年 | 天機                    |                        |                                        |
| 1989年 | 淘氣雙子星              | 鍾迪雅                 | （同劇演員：李克勤﹑黃貫中﹑余倩雯）   |
| 1989年 | 天涯歌女                | 李若嫻                 | （同劇演員：陳松齡﹑黎明﹑關禮傑）     |

### 1990年代
| 首播   | 劇名       | 角色   | 備註                                         |
| 1990年 | 灰網       | 姚家慧 | （同劇演員：溫兆倫﹑鄧萃雯）                 |
| 1990年 | 玉面飛狐   | 陸小蝶 | （同劇演員：吳岱融﹑王偉）                   |
| 1990年 | 零點出擊   | 馬曉玲 | （同劇演員：溫兆倫﹑楊寶玲﹑李家聲）         |
| 1991年 | 男盜女差   | 郭有珍 | （同劇演員：夏雨﹑毛舜筠﹑林保怡）           |
| 1991年 | 邊城浪子   | 丁白雲 | （同劇演員：張兆輝﹑吳岱融﹑謝寧）           |
| 1991年 | 未婚爸爸   |        | （同劇演員：邵仲衡﹑李婉華﹑關海山）         |
| 1991年 | 龍鳳情長   |        | （同劇演員：廖啟智、江欣燕）                 |
| 1991年 | 灰網       | 姚家慧 | （同劇演員：溫兆倫﹑吳鎮宇﹑陶大宇）         |
| 1991年 | 閉門一家千 | 尹肖麗 | （同劇演員：廖偉雄﹑李婉華﹑鄭伊健）         |
| 1992年 | 92鍾無艶   |        | （同劇演員：鄭伊健﹑陳松齡﹑關寶慧）         |
| 1992年 | 人鬼狐     | 姬黛娜 | （同劇演員：鍾淑慧﹑陳家碧﹑駱應鈞）         |
| 1992年 | 火玫瑰     | 胡楚顏 | （同劇演員：溫碧霞﹑溫兆倫﹑尹揚明）         |
| 1992年 | 壹號皇庭   | 余在冬 | （同劇演員：歐陽震華﹑陶大宇﹑蘇永康）       |
| 1993年 | 老襯喜相逢 |        | （同劇演員：魏駿傑﹑梁佩玲﹑吳詠紅）         |
| 1993年 | 天倫       | 葉雅嫻 | （同劇演員：關禮傑﹑黎姿﹑蔡少芬）           |
| 1993年 | 九彩霸王花 | 潘春蓮 | （同劇演員：羅嘉良﹑邵美琪﹑蘇杏璇）         |
| 1993年 | 梟情       | 四喜姨 | （同劇演員：羅嘉良﹑邵美琪﹑關秀媚）         |
| 1993年 | 魔刀俠情   | 六不用 | （同劇演員：溫兆倫﹑蔡少芬﹑張兆輝）         |
| 1993年 | 俠女游龍   | 媚姨   | （同劇演員：羅嘉良﹑李麗珍）                 |
| 1994年 | 孤星劍     | 金賽花 | （同劇演員：鄭伊健﹑梁小冰﹑何婉盈﹑魏駿傑） |

## 電視劇(亞洲電視)

### 2000年代
| 首播   | 劇名     | 角色   | 備註                                 |
| 2003年 | 萬家燈火 | 康乃馨 | （同劇演員：馮寶寶﹑潘志文﹑萬綺雯） |

## 電視劇與廣播劇(香港電台)
| 首播   | 劇名                         | 角色               | 備註                                 |
| 1989年 | 廉政先鋒之引渡令 （單元劇）  | Jenny Lee          | （同劇演員：雷安娜）                 |
| 1988年 | 親親孩子天 （劇集）          | 柏林大伯娘         | （同劇演員：林保怡﹑鄭柏林﹑許美麒） |
| 1994年 | 獅子山下之再進沈園（單元劇） | （阮兆輝劇中前妻） | （同劇演員：阮兆輝）                 |
| ？年   | 琵琶記 （廣播劇）            | 牛淑珍             | （同劇演員：龍貫天﹑尹飛燕﹑戴偉光） |
| 2006年 | 后羿射日 （廣播劇）          | 嫦娥               | （同劇演員：梁漢威）                 |
| 2007年 | 一百萬人的故事 （廣播劇）    | 阿蘭               | （同劇演員：李志剛）                 |
| 2008年 | 醫戀有情人 （廣播劇）        | 方黃淑娣           | （同劇演員：李志剛）                 |
| 2009年 | 流金頌之三笑姻緣 （單元劇）  | 白素秋             | （同劇演員：曾江﹑劉家輝）           |

## 節目主持
- 2010年：嚐．回味（有線電視）

## 電影
- 1982年：《摩登天師》
- 1984年：《失婚老豆》
- 1986年：《代客泊車》
- 1986年：《連環炮》
- 1986年：《你情我願》
- 1987年：《朝花夕拾》
- 1987年：《橫財三千萬》
- 1990年：《小心間諜》
- 1991年：《穿牛仔褲的鐘馗》
- 1992年：《精靈變》
- 1992年：《審死官》
- 1998年：《每天愛你八小時》
- 2001年：《極度智能》
- 2003年：《低一點的天空》

## 舞台演出
- 1992年：《一籠風月》
- 1996年：《背叛性行為》
- 1998年：《再世情》
- 2002年：《新啼笑姻緣》
- 2007年：《日出》
- 2007年：《珍珠衫》
- 2008年：《留住百味情》
- 2010年：《情話紫釵》

## 個人唱片
- 2000年：《福愛滿人間》（影音使團）
- 2004年：《摩登名曲》（環星娛樂）
- 2004年：《摩登名曲演唱會》（環星娛樂）
- 2006年：《幾許恩雨》（環星娛樂）
- 2007年：《幾許恩雨演唱會》（環星娛樂）
- 2009年：《主信實無變》（恩雨之聲）

## 相關連結
- 胡美儀官方網站 （页面存档备份，存于）